# نهر فخش
نَهْرُ فَخْش (بالطاجيكية: Вахш) نهر في آسيا الوسطى وأحد أهم الأنهار في طاجيكستان، يبلغ طول نهر فخش 786 كيلومترا وهو ينبع من وداي آلاي قيرغيزستان ويصب في نهر جيحون. يوفر النهر نحو 91% من احتياجات طاجيكستان من الكهرباء عبر 5 سدود كهرومائية تولد الكهرباء أهمها سد نورك.

## الجغرافيا
ينبع نهر فخش من وادي آلاي في جمهورية قيرغيزيا حيث يتدفق النهر لمسافة 262 كم داخل الأراضي الغرقيزية قبل أن يدخل إلى طاجيكستان ويمر في أراضيها لمسافة 524 كم إلى أن يصب في نهر جيحون. وخلال عبور النهر في الأراضي الطاجيكية يمر في سلسلة جبال بامبير. ويعد نهري ماكسو وأوبيهينغو من أهم روافد نهر فخش.
تبلغ مساحة حوض النهر نحو 39,100 كيلومتر مربع منها 31,0200 في طاجيكستان. ويساهم النهر في 25% من مجموع تدفع المياه إلى نهر جيحون. ويبلغ متوسط تدفع نهر فخش 538 متر مكعب بالثانية. وبسبب اعتماد النهر على ذوبان الثلوج والأنهار الجليدية فإن معدل التدفع يشهد اختلافا كبيرا في الصيف والشتاء فبحسب القياسات عند سد نورك يبلغ معدل التدفع في فصل الشتاء 150 متر مكعب بالثانية أما في الصيف فيتجاوز معدل التدفع الـ 1500 متر مكعب بالثانية.

## التنمية الاقتصادية

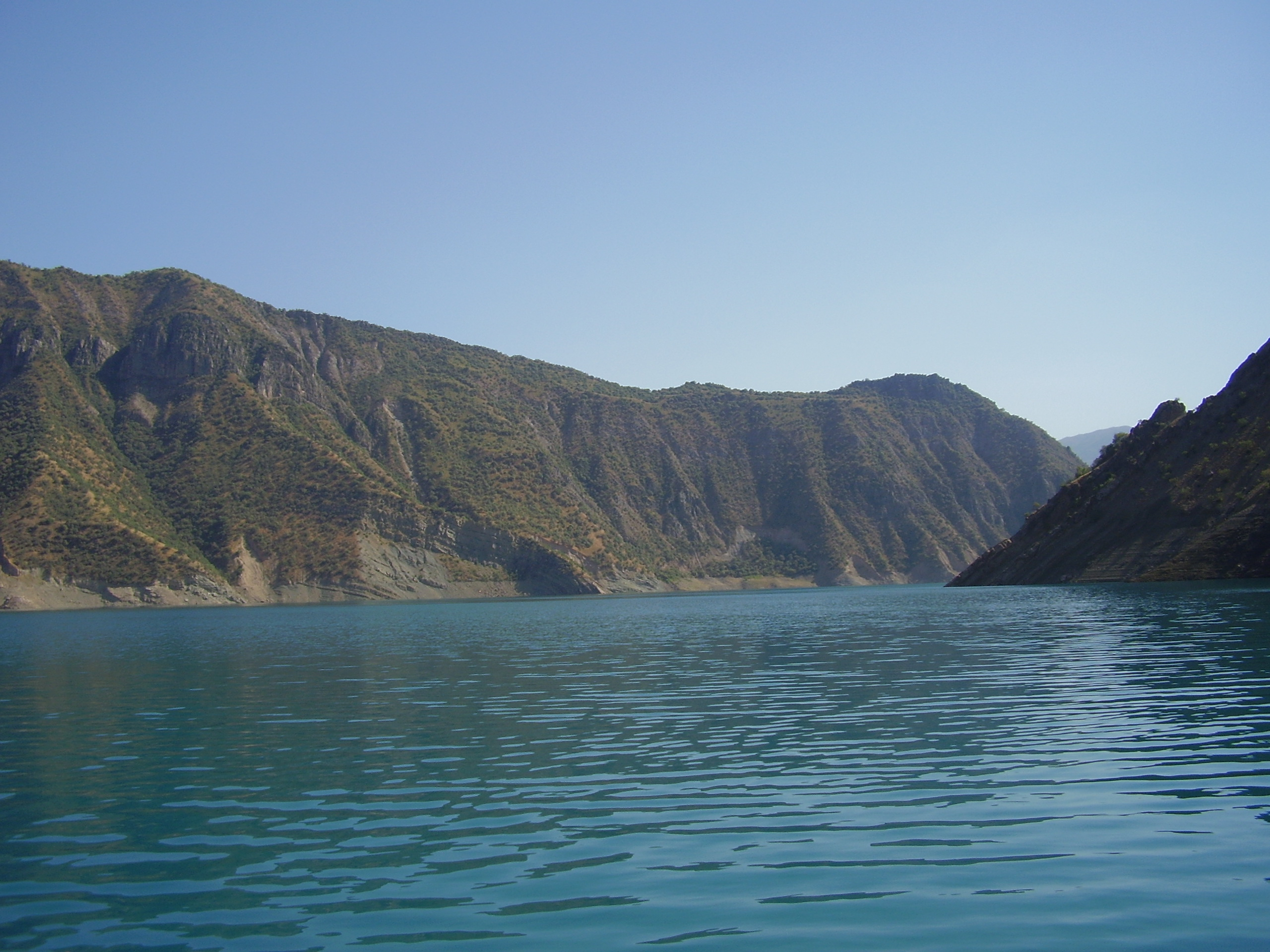
سد نورك

يساهم نهر فخش مساهمة فاعلة في الاقتصاد الطاجيكي في توليد الطاقة وصناعة الألمنيوم والزراعة حيث تولد السدود الخمسة المقامة على النهر 90% من حاجة البلاد من الكهرباء (حسب 2005) ويذهب جزء كبير من الطاقة الكهربائية لمصانع شركة إنتاج الألمنيوم الطاجيكية حيث تستهلك 40% من الطاقة الكهربائبة المولدة في البلاد. إضافة إلى ذلك يستخدم النهر في ري محاصيل الزراعية في طاجيكستان وأهمها القطن إذ أن 85% من مياه النهر تستهلك من قبل القطاع الزراعي.